# Benno Orenstein

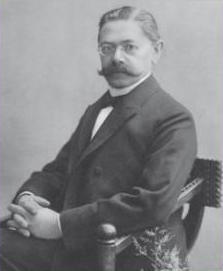
Benno Orenstein

Benno Orenstein (* 2. August 1851 in Posen; † 11. April 1926 in Berlin-Wannsee) war ein deutscher Kaufmann und Maschinenbau-Unternehmer als Mitbegründer des Unternehmens Orenstein & Koppel.

## Leben
Benno Orenstein war jüdischer Abstammung. Im Jahr 1876 gründete er zusammen mit dem 1885 wieder ausgeschiedenen Arthur Koppel (1851–1908) ein Handelsunternehmen für Feldbahngeräte, schnell montierbare Gleise und Kipploren. Daraus entwickelte er das produzierende Unternehmen Orenstein & Koppel (Lokomotiv- und Waggonbau mit Zubehör, später auch Bagger), das global aktiv war, 1897 in eine Aktiengesellschaft umgewandelt wurde und 1930 im In- und Ausland ca. 8500 Personen beschäftigte. Im Jahr 1941 wurde es „arisiert“.

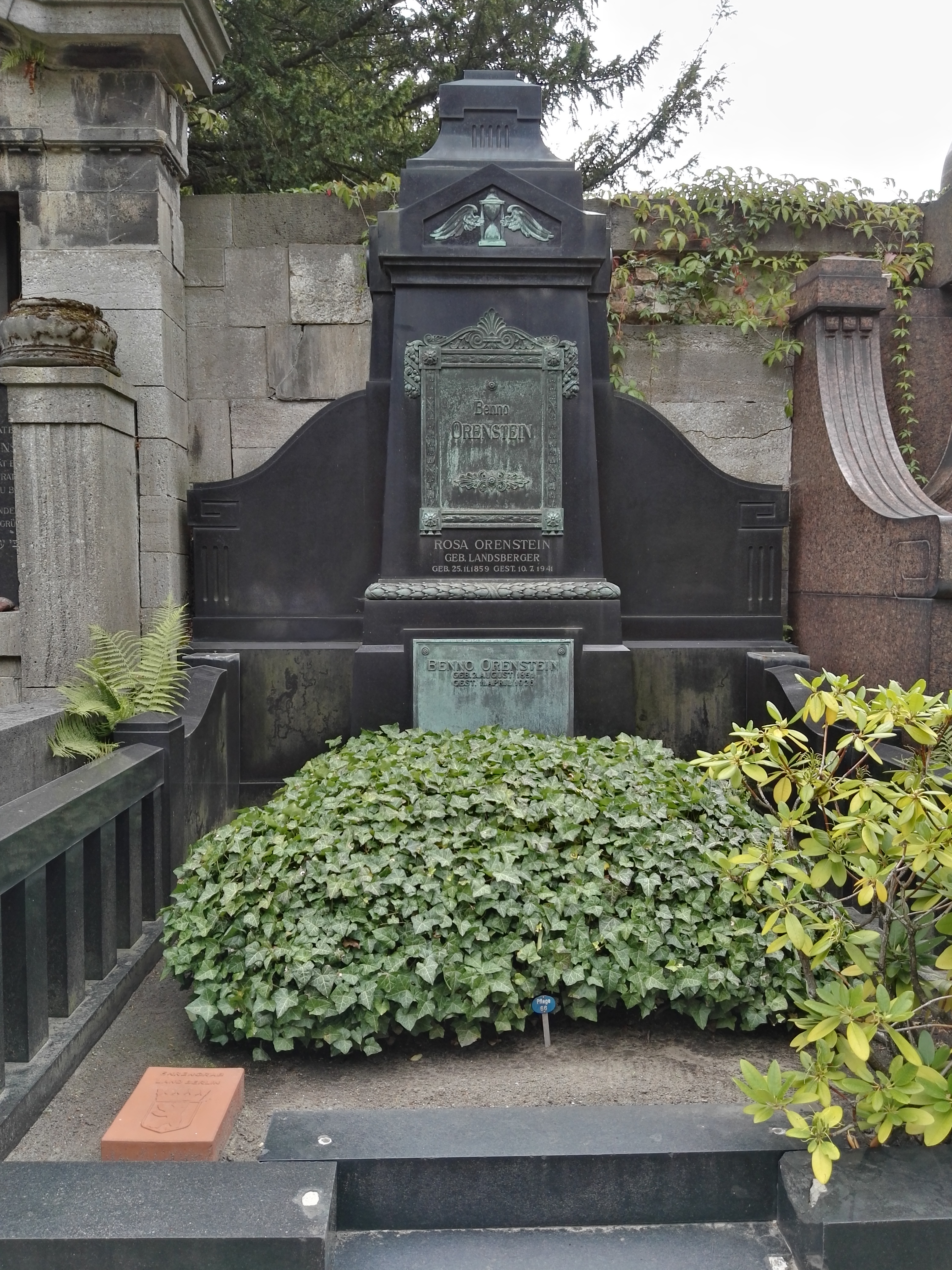
Ehrengrab

Orenstein war verheiratet mit Rosa geb. Landsberger (1859–1941) und dadurch ein Schwager von Hermann Aron. Sein Sohn und Nachfolger in der Unternehmensleitung war Alfred Orenstein (1885–1969). Seine Tochter Editha (1884–1943) heiratete 1920 den späteren Staatssekretär im Reichsfinanzministerium Arthur Zarden. Seine letzte Ruhe fand Benno Orenstein in einem Ehrengrab im Feld WT auf dem Jüdischen Friedhof Berlin-Weißensee.
Benno Orenstein wurde mit den Ehrentiteln Kommerzienrat (1905) und Geheimer Kommerzienrat (1913) ausgezeichnet.
Seit 1987 wird der „Benno-Orenstein-Preis“ zur Förderung der Kommunikation zwischen Universität und Industrie vergeben.